# Носсал, Густав
Перед нами [миром] стоит много проблем, и вы можете занять одну из двух позиций. Вы можете сказать — «о Боже, мир катится в ад, и я хочу выйти», или вы можете сказать — «да, в мире есть проблемы. Если мы приложимся к ним с доброй волей и с надеждой, возможно, мы не сможем решить их все, но мы сможем сделать что-то здесь и там вокруг них». 
 We [world] have a confronting series of problems before us and I mean you can take one of two positions. You can say oh God, the world’s going to hell in a hand basket and I want to get off or you can say, yes the world does have a problem or problems. If we attack them with good will and with hope, maybe we won’t be able to solve them all, but we will be able to make an impact here and there around the edges of these problems.
Густав Носсал (Gustav «Gus» Victor Joseph Nossal; род. 4 июня 1931, Бад-Ишль, Верхняя Австрия) — выдающийся австралийский учёный-медик, биолог и иммунолог, комментатор, имеющий всемирную известность. 
Австралиец года (2000). Рыцарь-бакалавр с 1977 года. В 1965—1996 годах директор Института медицинских исследований Уолтера и Элизы Холл и профессор Мельбурнского университета (ныне эмерит). Консультант ВОЗ и Фонда Билла и Мелинды Гейтс (с 1997 года). Г. Носсал курировал проект по глобальной иммунизации этого фонда, стартовавший в 2000 году (GAVI, Глобальный альянс по вакцинам и иммунизации), и который он в 2015 году называет «самой успешной программой фонда», «принесшей вакцины множеству людей и сохранившей множество жизней» и «самым успешным делом, к которому приложил руку». С 1997 года в Australian Living Treasures.
Член (1967) и президент (1994—1998) Австралийской академии наук. Член Лондонского королевского общества (1982), иностранный член Национальной академии наук США (1979), Французской академии наук (1989).

## Биография
В 1939 году его семья переехала в Австралию. Они бежали из Вены от Холокоста.
Окончил с двумя степенями с первоклассным отличием Сиднейский университет (бакалавр медицины со специализацией по бактериологии, 1952; бакалавр медицины и хирургии MBBS, 1954), в медицинской школе которого учился с 1948 года. В 1960 году в Мельбурнском университете получил степень доктора философии. Два года (до 1956 года) проработал в Королевской больнице принца Альфреда в Сиднее (Royal Prince Alfred Hospital).
В 1957—1959 годах исследователь в Институте медицинских исследований Уолтера и Элизы Холл (Walter and Eliza Hall Institute of Medical Research), и его в 1961-1965 годах замдиректора по иммунологии, а в 1965—1996 годах директор.
Г. Носсал прибыл для изучения вирусологии в этот институт, руководимый Ф. М. Бёрнетом, с которым его свёл ещё в студенческие годы один из преподавателей, однако это было как раз то время, когда Бёрнет решил, что заведение должно полностью перефокусироваться на иммунологию.
Г. Носсал станет преемником Бёрнета во главе института — на протяжении 31 года. Ему удалось решить вопросы финансирования, построить для учреждения новое здание, расширить (включив гематологию, паразитологию и нейронауки) и углубить (в молекулярной биологии и клонировании) сферу исследований института, а также привлечь туда передовых учёных, среди которых Don Metcalf, Жак Миллер, Сьюзан Кори и др.
В 1959—1961 годах ассистент-профессор департамента генетики Стэнфордской школы медицины. «Для вашего curriculum vitae будет лучше занимать эту должность», — как вспоминал Г. Носсал, сказал ему Джошуа Ледерберг, под началом которого он там работал и куда первоначально прибыл на место постдока.
В 1965—1996 годах также профессор медицинской биологии Мельбурнского университета. Ныне эмерит-профессор его кафедры патологии.
В 1968 году работал в Институте Пастера в Париже. В 1976 году специальный консультант ВОЗ.
С 1983 года вице-президент, в 1986-1989 годах президент Международного союза иммунологических обществ (International Union of Immunological Societies).
В 1987—1996 годах председатель Victorian Health Promotion Foundation.
В 1989—1998 годах член Совета главы правительства по науке, технике и инновациям.
В 1993—2002 годах глава комитета ВОЗ по глобальной программе вакцин и иммунизации.
В 1998—2000 годах зампред Совета по вопросам примирения с аборигенами (Council for Aboriginal Reconciliation).
Глава Foursight Associates Pty Ltd.
Также занимал ряд других постов и должностей.
Иностранный член Индийской национальной академии наук (1980).
Член Австралийской академии технологических наук и инженерии (1981).
Почётный член Королевского общества Эдинбурга (1983).
Член Королевского общества Виктории (1996).
Иностранный член Корейской академии науки и технологии (Korean Academy of Science and Technology).
Почётный член Скандинавского общества иммунологии (Scandinavian Society of Immunology) (1969).
Член Королевской коллегии врачей (FRACP), Королевской коллегии врачей Великобритании (FRCP), Королевской коллегии патологов (FRCPath), и других организаций (FRSPCa, Hon FRACOG, FRACGP).
Часто выступал публично, в частности будучи президентом АН, что способствовало популяризации науки.
Прочёл более ста именных лекций в более чем десяти странах мира.
В его честь в 2007 году назван Институт глобального здоровья им. Носсала при Мельнбурнском университете, а также его имя носит Nossal High School.
Исследования Г. Носсала помогли заложить основы современной иммунологии.
Благодаря им значительно улучшилось понимание того, как наша иммунная система вырабатывает антитела для иммунного ответа, а также то, как иммунная система отличает макроорганизм от чужеродных элементов, и как разрушение этой толерантности может привести к аутоиммунным заболеваниям, таким как волчанка и ревматоидный артрит.
Автор 7 книг и более 500 статей, переводившихся на другие языки.
Женат с 1955 года, дети, внуки.

## Награды и отличия
- 1969 — Phi Beta Kappa Award in Science[англ.]
- 1970 — Премия Эмиля фон Беринга[нем.] Марбургского университета
- 1982 — ANZAAS[англ.] Medal
- 1990 — Премия Альберта Эйнштейна[8]
- 1996 — Медаль Роберта Коха
- 2000 — Австралиец года

Почётные докторские степени: Квинслендский университет (Hon DSc), Сиднейский университет (Hon DSc), Университет Монаша (Hon LLD), Лидский университет (Англия, Hon MD), Университет Ньюкасл (Hon MD), Мельбурнский университет (Hon LLD), Майнцский университет (Германия, Hon MD), Университет Западной Австралии (Hon MD), Австралийский национальный университет (Hon DSc), Университет Нового Южного Уэльса (Hon DSc), Университет Макмастера (Канада, Hon DSc), Оксфорд (Hon DSc).
CBE (1970). Компаньон ордена Австралии (1989). Медаль Столетия (2001).